# Aggrey Chiyangi
Aggrey Chiyangi (5 giugno 1964) è un allenatore di calcio ed ex calciatore zambiano, di ruolo difensore, tecnico dei Green Eagles.

## Carriera

### Club
Ha sempre giocato nel massimo campionato zambiano.

### Nazionale
Con la maglia della Nazionale ha disputato due edizioni della Coppa d'Africa, giungendo al secondo posto nel 1994 e al terzo posto nel 1996.